# Статистика Ель-Класіко
El Clásico (іспанською, також малими літерами; іспанська вимова: [el ˈklasiko]) або El Clàssic (каталонською вимовляється [əl ˈklasik], обидва означають «Класика»), це назва будь-якого футбольного матч між клубами-суперниками Барселона та Реал Мадрид. Спершу цей термін стосувався до змагань у рамках чемпіонату Іспанії, але згодом став включати всі матчі між двома клубами. Наприклад, у Лізі чемпіонів УЄФА, Суперкубку Іспанії та Кубку Іспанії. Вважається однією з найбільших клубних футбольних подій у світі та однією із найбільш популярних щорічних спортивних подій.
Цей захід має масштабний політичний підтекст, оскільки Мадрид є столицею та найбільшим містом Іспанії, а Барселона є столицею та найбільшим містом автономної спільноти Каталонія, де діє рух за незалежність. Обидва клуби часто ототожнюють з протилежними політичними позиціями, причому Реал Мадрид розглядається як представник іспанського націоналізму, а Барселона — як представник каталонського. Ці клуби є одними з найбагатших і найуспішніших клубів планети, 2014 року Forbes назвав їх двома найдорожчими спортивними командами світу. Обидва клуби мають величезну фанатську базу і найбільшу популярність в соцмережах.
Реал Мадрид лідирує в очних результатах в офіційних змаганнях зі 104 перемогами проти 100 Барселони при 52 нічиїх станом на матч, зіграний 14 січня 2024 року. Разом з Атлетік Більбао, це єдині клуби в Ла Лізі, які ніколи не вилітали з турніру.

## Суперництво
Конфлікт між «Реалом» і «Барселоною» давно вийшов за межі спортивного виміру настільки, що вибори до президентів клубів були сильно політизовані. Філ Болл, автор Morbo: The Story of Spanish Football, каже про матч; «вони ненавидять один одного з інтенсивністю, яка може справді шокувати стороннього».
Ще в 1930-х роках Барселона «завоювала репутацію символу каталонської ідентичності, протиставляючи централізаційним тенденціям Мадрида». У 1936 році, коли Франциско Франко розпочав державний переворот проти демократичної Другої Іспанської республіки, президента Барселони Хосепа Суньйола, члена лівих республіканців Каталонії та депутата Кортесів, було заарештовано та страчено. без суду військами Франко (Суньол здійснював свою політичну діяльність, відвідуючи республіканські війська на північ від Мадрида). Під час диктатури Мігеля Прімо де Рівери та особливо Франсіско Франко всі регіональні мови та ідентичності в Іспанії були неприйнятними та стриманими. Таким чином, більшість громадян Барселони були в рішучій опозиції до фашистського режиму. У цей період «Барселона» отримала свій девіз "Més que un club " (англ. "Більше, ніж клуб ") через передбачуваний зв'язок з каталонськими націоналістами, а також з прогресивними переконаннями.
Тривають суперечки щодо того, наскільки правління Франко (1939—1975) вплинуло на діяльність і результати на полі як «Барселони», так і «Реала». Більшість істориків сходяться на думці, що Франко не мав улюбленої футбольної команди, але його іспанські націоналістичні переконання спонукали його асоціювати себе з командами істеблішменту, такими як Atlético Aviación і Madrid FC (який повернув свою королівську назву після падіння Республіки). З іншого боку, він також хотів, щоб перейменована "Барселона " стала «іспанською командою», а не каталонською. У перші роки правління Франко «Реал Мадрид» не досяг особливого успіху, вигравши два титули Кубка Генералізимо та Кубок Еви Дуарте ; Барселона завоювала три чемпіонські титули, один Кубок Генералізимо і один Кубок Еви Дуарте. У той період Атлетіко Авіасьйон вважався кращою командою перед Реалом. Найбільш суперечливі історії того періоду включають домашню перемогу «Реала» проти «Барселони» з рахунком 11:1 у Кубку Генералізимо, де каталонська команда нібито залякувала, і суперечливий перехід Альфредо Ді Стефано в «Реал», незважаючи на його угоду з «Барселоною». Останній трансфер був частиною «революції» голови «Реала» Сантьяго Бернабеу, яка започаткувала еру безпрецедентного домінування. Бернабеу, сам ветеран Громадянської війни, який воював на боці сил Франко, бачив «Реал Мадрид» на вершині не лише іспанського, а й європейського футболу, допомагаючи створити Кубок Європи, перше справжнє змагання для найкращих клубів Європи. Його бачення здійснилося, коли «Реал Мадрид» не тільки почав поспіль вигравати чемпіонські титули, але й переміг у перших п'яти розіграх Кубка європейських чемпіонів у 1950-х роках. Ці події мали глибокий вплив на іспанський футбол і вплинули на ставлення Франко. За словами істориків, у цей час він усвідомив важливість «Реала» для міжнародного іміджу свого режиму, і клуб став його улюбленою командою до самої смерті. Фернандо Марія Кастіелла, який обіймав посаду міністра закордонних справ при Франко з 1957 по 1969 рік, зазначив, що «[Реал Мадрид] є найкращим посольством, яке ми коли-небудь мали». Франко помер у 1975 році, і незабаром відбувся перехід Іспанії до демократії. Під його правлінням «Реал» виграв 14 титулів чемпіонату, 6 титулів Кубка Генералізимо, 1 Кубок Еви Дуарте, 6 Кубків Європи, 2 Кубки Латинської Америки та 1 Міжконтинентальний кубок. У цей же період Барселона виграла 8 титулів чемпіонату, 9 титулів Копа дель Генералізимо, 3 титули Копа Ева Дуарте, 3 Кубки міжміських ярмарків і 2 Латинських кубка.
На імідж обох клубів ще більше вплинуло створення груп ультрас, деякі з яких стали хуліганами. У 1980 році Ultras Sur була заснована як ультраправа група ультрас Реал Мадрид, а в 1981 році була заснована спочатку ліва, а пізніше ультраправа група ультрас Барселони Boixos Nois. Обидві групи стали відомі своїми насильницькими діями, а одна з найбільш конфліктних фракцій прихильників Барселони, Casuals, перетворилася на повноцінну злочинну організацію.
Для багатьох людей Барселона досі вважається « бунтівним клубом», або альтернативним полюсом " консерватизму Реала ". Відповідно до опитувань, опублікованих CIS (Centro de Investigaciones Sociológicas), Реал Мадрид є улюбленою командою більшості жителів Іспанії, а Барселона займає друге місце. У Каталонії сили всього політичного спектру в переважній більшості виступають за Барселону. Тим не менш, підтримка клубу «блауграна» виходить далеко за межі цього регіону, досягаючи найкращих результатів серед молоді, прихильників федеративної структури Іспанії та громадян з лівою ідеологією, на відміну від уболівальників «Реал Мадрид», які політично схильні прийняти правих — вид на крило.

## Півфінал Кубка Генералізимо 1943
13 червня 1943 року «Реал» переміг «Барселону» з рахунком 11:1 на « Чамартіні» у матчі-відповіді півфіналу Кубка Хенеральісимо (Кубок Президента Республіки був перейменований на честь генерала Франко). Перший матч, зіграний на «Лес Кортс» у Каталонії, завершився перемогою «Барселони» з рахунком 3:0. Мадрид скаржився на всі три голи, які арбітр Фомбона Фернандес забив у ворота «Барселони», причому домашні вболівальники також освистували Мадрид, якого вони звинуватили у застосуванні грубої тактики, а Фомбона — у тому, що він дозволив це зробити. Хосеп Ескола з «Барси» був розтягнутий у першому таймі через сліди шипів Хосе Марії Керехети в животі. Почалася кампанія в Мадриді. Газета Я повідомила про свист як про «явний намір атакувати представників Іспанії». Гравець «Барселони» Хосеп Валле згадував: «Прес-секретар газети DND і ABC писав усіляку огидну брехню, справді жахливі речі, згортаючи вболівальників Мадрида, як ніколи раніше». Колишній голкіпер «Реала» Едуардо Теус, який визнав, що «Мадрид» «понад усе грав важко», написав у газеті: «саме поле змусило Мадрид пропустити два з трьох голів, голи, які були абсолютно несправедливими».
Фанатам «Барселони» заборонили їхати до Мадрида. «Реал Мадрид» оприлюднив заяву після матчу, у якій колишній президент клубу Рамон Мендоса пояснив: «Отримало повідомлення, що ті вболівальники, які бажають, можуть піти до бару El Club на Калле де ла Вікторія, де був соціальний центр Мадрида. Там їм дали Іншим вручали свистки разом із квитками». У день матчу-відповіді команду Барселони ображали і кидали каміння в їхній автобус, щойно вони виходили з готелю. Нападник «Барселони» Маріано Гонзальво сказав про інцидент: «За п'ять хвилин до початку гри наша штрафна вже була повна монет». Воротар «Барселони» Луїс Міро рідко наближався до його лінії — коли він це робив, то був озброєний камінням. Як розповів Франсіско Кальвет, «Вони кричали: червоні! Сепаратисти! … пляшка просто проминула Соспедру, яка вбила б його, якби потрапила в нього. Це все було підлаштовано».
За півгодини «Реал» виграв з рахунком 2:0. Третій гол приніс із собою вилучення Беніто Гарсіа з Барселони після того, як він виконав, як стверджував Кальве, «абсолютно нормальний підкат». Хосе Льопіс Корона з Мадрида згадав: «У цей момент вони трохи деморалізувалися», тоді як Анхель Мур відповів: "У цей момент ми подумали: «Тоді давай, забивай стільки, скільки хочеш». Мадридці забили на 31-й, 33-й, 35-й, 39-й, 43-й і 44-й хвилинах, а також два голи, зараховані через офсайд, зробили рахунок 8-0. Хуан Самаранч написав: «У такій атмосфері та з арбітром, який хотів уникнути будь-яких ускладнень, по-людськи неможливо грати… Якби азульгранас зіграли погано, справді погано, табло все одно не досягло б цієї астрономічної цифри. справа в тому, що вони взагалі не грали». Королівська федерація футболу Іспанії оштрафувала обидва клуби на 2500 песет, і хоча «Барселона» подала апеляцію, це не мало значення. Піньейро подав у відставку на знак протесту, скаржачись на «кампанію, яку преса проводила проти Барселони протягом тижня і яка завершилася ганебним днем у Чамартіні».
У звіті про матч у газеті La Prensa єдиний гол Барселони описується як «нагадування про те, що там була команда, яка знала, як грати у футбол, і що якщо вони не зробили цього вдень, це була не їхня вина». Інша газета назвала рахунок «так само абсурдним, як і ненормальним». За словами футбольного письменника Сіда Лоу, «[відтоді] було відносно мало згадок про гру, і це не результат, який особливо відзначався в Мадриді. Дійсно, 11–1 займає набагато більш помітне місце в Історія Барселони. Це була гра, яка вперше сформувала ідентифікацію Мадрида як команди диктатури та Барселони як її жертв». Фернандо Аргіла, резервний воротар «Барселони» після гри, сказав: «Суперництва не було. Принаймні до тієї гри».

## Трансфер Ді Стефано
Суперництво посилилося в 1950-х роках, коли клуби оскаржували підписання аргентинського форварда Альфредо Ді Стефано. Ді Стефано вразив як «Барселону», так і «Реал», виступаючи за «Лос-Мільйонаріос» у Боготі, Колумбія, під час страйку гравців у його рідній Аргентині. Незабаром після повернення Мільонаріоса до Колумбії директори «Барселони» відвідали Буенос-Айрес і домовилися з «Рівер Плейт», останньою командою, афілійованою з ФІФА, яка володіла правами Ді Стефано, про його трансфер у 1954 році за еквівалент 150 мільйонів італійських лір (200 000 доларів за іншими даними). джерела [ вказати ]). Це почало боротьбу між двома іспанськими суперниками за його права. ФІФА призначила посередником Армандо Муньоса Калеро, колишнього президента Федерації футболу Іспанії. Калеро вирішив дозволити Ді Стефано грати в сезонах 1953—1954 та 1955–56 років у Мадриді та сезонах 1954–55 та 1956–57 років у Барселоні. Угода була схвалена Футбольною асоціацією та відповідними клубами. Незважаючи на те, що каталонці погодилися, це рішення викликало різне невдоволення серед членів «блауграни», і президент був змушений піти у відставку у вересні 1953 року. «Барселона» продала «Мадриду» свою половину частки, і Ді Стефано переїхав до « Лос Бланкос», підписавши чотирирічний контракт. «Реал» заплатив 5,5 мільйона іспанських песет за перехід, а також 1,3 мільйона бонусу за покупку, [ невдала перевірка ] річний внесок, який потрібно виплачувати Мільонаріос, і 16 000 зарплати для Ді Стефано з бонусом, удвічі більшим, ніж у його товаришів по команді, загалом 40 % річного доходу мадридського клубу.
Ді Стефано став невід'ємною частиною наступного успіху «Реала», забивши двічі у своїй першій грі проти «Барселони». З ним Мадрид виграв перші п'ять розіграшів Кубка європейських чемпіонів. У 1960-х роках суперництво досягло європейської сцени, коли «Реал» і «Барселона» двічі зустрічалися в Кубку чемпіонів, де «Мадрид» тріумфував на шляху до свого п'ятого титулу поспіль у 1959—1960 роках, а «Барселона» перемогла на шляху до поразки у фіналі у 1960—1960 роках.

## Фінал пляшок
11 липня 1968 року «Барселона» перемогла «Реал» з рахунком 1:0 у фіналі Кубка Генералізимо на «Сантьяго Бернабеу». Вболівальники «Реала», обурені суддівством, на останніх хвилинах матчу почали закидати арбітра та гравців «Барселони» пляшками. Антоніо Ріго, арбітра фіналу, звинуватили у наданні переваги «Барселоні». Щодо двох не призначених пенальті, він сказав: «Я не бачив пенальті на Амансіо, і Серена спіткнулася. Він хотів обдурити мене, кинувшись у штрафний майданчик». Він також звинуватив тренера «Реала» у спробі підкупити його подарунком перед матчем. Генерал Франко подарував трофей Барселоні з полем, наповненим пляшками, звідки й назва.

## Трансфер Луїша Фігу
У 2000 році тодішній кандидат у президенти «Реала» Флорентіно Перес запропонував віце-капітану «Барселони» Луїсу Фігу 2,4 мільйона доларів за підписання угоди, яка зобов'язує його до Мадрида, якщо він виграє вибори. Якщо гравець порушить угоду, йому доведеться заплатити Пересу 30 мільйонів доларів компенсації. Коли його агент підтвердив угоду, Фігу все заперечував, наполягаючи: «Я залишуся в „Барселоні“, незалежно від того, виграє чи програє Перес». Він звинуватив кандидата в президенти у «брехні» і «фантазуванні». Він сказав одноклубникам з «Барселони» Луїсу Енріке та Пепу Гвардіолі, що не йде, і вони передали це повідомлення команді «Барселони».
9 липня Sport опублікував інтерв'ю, в якому він сказав: «Я хочу надіслати повідомлення спокою вболівальникам „Барселони“, до яких я завжди відчував і завжди відчуватиму велику прихильність. Я хочу запевнити їх, що Луїш Фігу буде з абсолютною впевнений, буду на „Камп Ноу“ 24-го, щоб розпочати новий сезон… Я не підписав попередній контракт із кандидатом у президенти з „Реал Мадрид“. Ні. Я не настільки злий, щоб робити щось подібне.»
Єдиний спосіб, яким «Барселона» могла запобігти переходу Фігу в «Реал», це сплатити недодержку в розмірі 30 мільйонів доларів. Фактично це означало б заплатити п'яту за величиною трансферну комісію в історії, щоб підписати власного гравця. Новий президент Барселони Хоан Гаспар подзвонив у ЗМІ і сказав їм: «Сьогодні Фігу справив на мене враження, що він хоче зробити дві речі: стати багатшим і залишитися в Барсі». Лише одна з них сталася. Наступного дня, 24 липня, Фігу був представлений у Мадриді та вручив йому нову футболку від Альфредо Ді Стефано. Його умова викупу була встановлена в 180 мільйонів доларів. Пізніше Гаспарт зізнався: «Крок Фігу нас знищив».
Після повернення до Барселони у футболці Реала на стадіоні розвісили банери з написами «Іуда», «Мразь» і «Найманець». Тисячі фальшивих банкнот номіналом 10 000 песет були надруковані та прикрашені його зображенням, були серед ракет апельсини, пляшки, запальнички, навіть кілька мобільних телефонів були кинуті в нього. У його третьому сезоні за «Реал Мадрид» Класіко 2002 року на «Камп Ноу» створив один із визначальних образів суперництва. Фігу безжально знущався всюди; Снаряди монет, ніж, пляшка віскі, посипалися з трибун, переважно з районів, населених Boixos Nois, де він грав кутовий. Серед уламків була свиняча голова.

## Останні випуски
Протягом останніх десятиліть суперництво посилилося завдяки сучасній іспанській традиції пасільйо, коли одна команда отримує почесну варту від іншої команди, щойно перша завойовує трофей Ла Ліги перед проведенням Ель Класіко. Це траплялося тричі. По-перше, під час Ель-Класіко, яке відбулося 30 квітня 1988 року, де Реал Мадрид виграв чемпіонат у попередньому раунді. Потім, через три роки, коли «Барселона» виграла чемпіонат за два тури до «Ель Класіко» 8 червня 1991 року. Останній і останній пасільо відбувся 7 травня 2008 року, і цього разу «Реал» виграв чемпіонат. У травні 2018 року мадридський «Реал» відмовився грати з «Барселоною», незважаючи на те, що остання вже завершила чемпіонат за тур до зустрічі. Тодішній тренер «Реала» Зінедін Зідан пояснив, що «Барселона» також відмовилася виконувати його п'ятьма місяцями раніше, 23 грудня 2017 року, коли «Реал» був чемпіоном Клубного чемпіонату світу з футболу.
Ці дві команди знову зустрілися в півфіналі Ліги чемпіонів УЄФА в 2002 році, коли «Реал» переміг у Барселоні з рахунком 2:0 і зіграв внічию з рахунком 1:1 в Мадриді, що призвело до перемоги «Лос Бланкос» із загальним рахунком 3:1. Іспанські ЗМІ охрестили цю нічию «матчем століття».
Хоча Ель-Класіко вважається одним із найзапекліших змагань у світовому футболі, рідко траплялися моменти, коли вболівальники хвалили гравця команди суперника. У 1980 році Лорі Каннінгем був першим гравцем «Реала», який отримав аплодисменти вболівальників «Барселони» на «Камп Ноу»; Після відмінних результатів у матчі та перемоги «Мадриду» з рахунком 2–0 Каннінгем покинув поле під бурю овацій місцевих жителів. 26 червня 1983 року під час матчу-відповіді фіналу Кубка Ліги на Сантьяго Бернабеу в Мадриді зірка «Барселони» Дієго Марадона, обійшовши воротаря «Реала», побіг на порожні ворота, а потім зупинився. захисник мадридців Хуан Хосе посковзнувся, намагаючись заблокувати удар, і врізався у стійку, перш ніж Марадона забив м'яч у сітку. Манера голу Марадони призвела до того, що багато вболівальників Мадрида на стадіоні почали аплодувати. У листопаді 2005 року Роналдіньо став другим гравцем «Барселони», якому вболівальники «Мадрида» аплодували стоячи на «Сантьяго Бернабеу». Після того, як двічі провів оборону мадридців і забив два голи в переможному матчі з рахунком 3:0, мадридські вболівальники вшанували його гру оплесками. 21 листопада 2015 року Андрес Іньєста став третім гравцем «Барселони», який отримав аплодисменти вболівальників «Реала» під час заміни під час виїзної перемоги з рахунком 4:0. Іньєста забив третій гол для «Барси». Він уже був популярною фігурою в Іспанії, оскільки забив переможний гол національної Чемпіонату світу в 2010 році.
У 2005 році Роналдіньо став другим гравцем «Барселони» після Дієго Марадони в 1983 році, якому вболівальники «Реала» аплодували стоячи на «Сантьяго Бернабеу».
Опитування Centro de Investigaciones Sociológicas у 2007 році показало, що 32 % населення Іспанії підтримували «Реал», а 25 % — «Барселону». На третьому місці опинилася Валенсія з 5 %. Згідно з опитуванням Ikerfel у 2011 році, «Барселона» є найпопулярнішою командою в Іспанії з 44 % уподобань, тоді як «Реал» посідає друге місце з 37 %. Атлетіко Мадрид, Валенсія та Атлетік Більбао завершують п'ятірку лідерів.
Суперництво загострилося в 2011 році, коли «Барселона» і «Реал» мали зустрітися один з одним чотири рази протягом 18 днів, включаючи фінал Кубка Іспанії та півфінал Ліги чемпіонів УЄФА. Кілька звинувачень у неспортивній поведінці з боку обох команд і війна слів спалахнули протягом матчів, включно з чотирма червоними картками. Тренер національної збірної Іспанії Вісенте дель Боске заявив, що він «стурбований» тим, що через зростання ненависті між двома клубами це може викликати тертя в команді Іспанії.
Поєдинок, відомий своєю інтенсивністю та недисциплінованістю, також показав незабутнє святкування голів від обох команд, часто включаючи глузування з суперника. У жовтні 1999 року форвард «Реала» Рауль змусив замовкнути 100 000 уболівальників «Барселони» на «Камп Ноу», зрівнявши рахунок на 86-й хвилині, а потім відсвяткував це, приклавши палець до губ, ніби закликаючи натовп замовкнути. У травні 2009 року капітан «Барселони» Карлес Пуйоль поцілував свою каталонську пов'язку перед мадридськими вболівальниками на «Сантьяго Бернабеу» після того, як на 21-й хвилині забив гол головою в матчі, який переміг з рахунком 6:2. Кріштіану Роналду двічі жестом попросив вороже налаштовану публіку «заспокоїтися» після того, як забив «Барселоні» на «Камп Ноу» в 2012 і 2016 роках, обидва були переможними м'ячами в перемогах 2–1. У квітні 2017 року під час перемоги «Барселони» з рахунком 3–2 Мессі відсвяткував свою перемогу на 93-й хвилині матчу проти «Реала» на «Сантьяго Бернабеу», знявши футболку «Барселони» та піднявши її до розлючених уболівальників «Реал Мадрид», а його ім'я та номер стояли навпроти. їх. Пізніше того ж року, у серпні, Роналду був замінений під час першої перемоги з рахунком 3:1 у Суперкубку Іспанії, забив гол на 80-й хвилині та зняв свою футболку, перш ніж піднести її вболівальникам «Барси» зі своїм іменем. і номер навпроти них. Однак його вилучили через кілька хвилин за другу жовту для симуляції.

## Жіноче Класіко
Пристрасть суперництва також поширилася на жіночий футбол, хоча «Реал Мадрид Феменіно» був заснований лише у 2020 році, тоді як ФК «Барселона Фемені» старше понад 30 років і є одним із провідних клубів країни з 2010-х років. Матч-відповідь 1/4 фіналу жіночої Ліги чемпіонів УЄФА між клубами на Камп Ноу 30 березня 2022 року відвідали 91 553 глядачі; на той час це була найбільша підтверджена відвідуваність будь-якого жіночого футбольного матчу (гра 1971 року Мексика — Данія з непідтвердженими 110 000 була б інакше рекордом). Чинний чемпіон континенту «Барселона» перемогла з рахунком 5–2 у день і 8–3 за сумою матчів. Пізніше кількість відвідувачів була перевищена в наступному матчі Ліги чемпіонів «Барселони», першому півфінальному матчі проти «Вольфсбурга», який проходив на «Камп Ноу».
Через те, що Реал Мадрид був таким новим клубом, протягом перших кількох років його існування Класіко між жіночими командами було сумнівним, особливо тому, що ці роки також ознаменували золоте покоління жіночої команди Барселони, і лише кілька інших клубів змогли наблизитися до цього.. Проте швидке вдосконалення «Реала» показало, що рівень його здібностей швидко став однією з найкращих команд в Іспанії та став більш гідним суперником для «Барселони». Рекорд відвідуваності в березні 2022 року став моментом, коли відчулося справжнє суперництво, хоча обидва клуби вказали, що вони також хочуть працювати разом, щоб сприяти розвитку жіночого футболу. Справи поза полем ще більше сприяли суперництву; із середини 2022 року кілька найкращих іспанських жіночих команд, особливо Барселона, відкрито відмовилися від керівного органу (RFEF), а Реал Мадрид є найвищою командою, яка залишилася на боці RFEF.

## Суперництво гравців

### Ласло Кубала та Альфредо Ді Стефано (1953—1961)
До початку 1950-х років «Реал Мадрид» не був постійним претендентом на титул в Іспанії, вигравши лише два титули Прімери Дивізіон між 1929 і 1953 роками. Однак все змінилося для «Реала» після приходу Альфредо Ді Стефано в 1953 році, Пако Генто того ж року, Раймонд Копа у 1956 році та Ференц Пушкаш у 1958 році. Сила Реала Мадрида зросла в цей період, поки команда не домінувала в Іспанії та Європі, тоді як Барселона покладалася на свою угорську зірку Ласло Кубалу та Луїса Суареса, який приєднався у 1955 році на додаток до угорські гравці Шандор Кочіш і Золтан Цібор і бразильський Еварісто. З приходом Кубали та Ді Стефано «Барселона» та «Реал» стали одними з найважливіших європейських клубів тих років, а гравці стали переломним моментом в історії своїх команд.
З Кубалою та Ді Стефано зародилося суперництво, але знадобилося ще багато часу, щоб стати тим, чим є сьогодні. Цей період характеризувався великою кількістю матчів у різних турнірах, оскільки вони зустрічалися один з одним у всіх доступних на той час турнірах, особливо на європейському рівні, де вони зустрічалися двічі протягом двох сезонів поспіль. За цей період Ель Класіко було зіграно 26 разів: «Реал» виграв 13 матчів, «Барселона» — 10 матчів, 3 матчі завершилися внічию. У цих матчах Ді Стефано забив 14, а Кубала — 4 голи.

### Кріштіану Роналду та Ліонель Мессі (2009—2018
Суперництво між Ліонелем Мессі та Кріштіану Роналду між 2009 і 2018 роками було найконкурентнішим в історії Ель Класіко, причому обидва гравці були найкращими бомбардирами своїх клубів за всю історію. У цей період обидва клуби побили багато рекордів; обидва гравці чергувалися як найкращі бомбардири Ла Ліги та Ліги чемпіонів протягом більшості сезонів, коли вони виступали за «Реал» і «Барселону». Протягом цього періоду Роналду тричі вигравав «Золоту бутсу» Європи, а Мессі — п'ять разів. Крім того, Мессі вигравав «Золотий м'яч» п'ять разів, а Роналду — чотири рази.
Протягом дев'яти років, які вони разом грали в Іспанії, обидва гравці забили загалом 922 голи, у тому числі 38 голів у матчах Ель Класіко, 20 голів забив Мессі та 18 голів Роналду. Станом на 2024 рік Роналду є найкращим бомбардиром Ліги чемпіонів УЄФА в історії, за ним йде Мессі на другому місці. Крім того, Мессі є найкращим бомбардиром Ла Ліги за всю історію з 474 голами, а Роналду посідає друге місце з 311 голами. Обидва гравці зробили внесок у рекорд свого клубу за кількістю очок в історії Ла Ліги, набравши 100 очок у сезоні 2011—2012 за «Реал» і в сезоні 2012–13 за «Барселону».
Суперництво Мессі та Роналду характеризувалося великою кількістю голів, забитих обома гравцями, на додаток до багатьох внутрішніх та європейських титулів, які були основною причиною їх досягнення. У свій період вони зробили внесок у домінування своїх клубів у Європі, оскільки вони виграли шість титулів Ліги чемпіонів за дев'ять сезонів, у тому числі п'ять сезонів поспіль між 2014 і 2018 роками. У матчах Ель-Класіко Мессі забив 26 голів. кар'єра, яка є рекордною. Роналду забив 18 голів, що є другим результатом за всю історію матчу разом із Ді Стефано. З іншого боку, Роналду має невелику перевагу за співвідношенням хвилин на гол, забиваючи гол за кожні 141 хвилину в матчах Ель Класіко. Лише трохи відстає Мессі, забиваючи гол кожні 151,54 хвилини.
У цей період суперництво між Реалом і Барселоною було інкапсульоване суперництвом між Роналду і Мессі. Після підписання зіркових контрактів Неймара та Луїса Суареса з «Барселоною» та Гарета Бейла та Каріма Бензема з «Реал Мадридом» суперництво розширилося до битви атакувальних тріо клубів на прізвисько «BBC» (Бейл–Бензема–Кріштіану). і «MSN» (Мессі–Суарес–Неймар). Роналду залишив «Реал» у «Ювентус» у 2018 році, а за тиждень до першої зустрічі команд у Ла Лізі сезону 2018—2019 Мессі отримав травму руки, через що він вибув із матчу. Це було б вперше з 2007 року, коли в Класіко не було жодного гравця, і деякі ЗМІ описували це як «кінець епохи». Барселона виграла матч з рахунком 5–1.